# Reina-Faraó

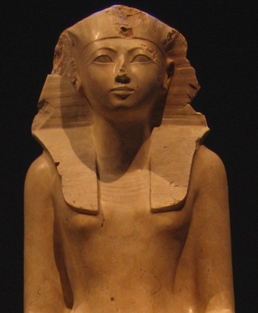
Hatxepsut, la reina faraona més coneguda de la història egípcia

Reina faraona foren les dones que van aconseguir el càrrec de faraona en l'antic Egipte (c. 3100 - 30 aC). Els autors llatins, com Diodor Sícul, fent-se ressò de l'obra de Manethó (sacerdot egipci que sota els ptolomeus es va encarregar de redactar la història del seu país), afirmen que van existir tan sols cinc reines faraones al llarg de tants segles. Ignorem si això és veraç, però és probablement cert: de les nombroses candidates, n'existeixen tres ben documentades, dues de molt probables i altres de més dubtoses. Aquestes dones són:

## Casos excepcionals
En els tres mil·lennis de la història egípcia hi ha comptats casos d'una reina faraona, i pràcticament totes van acabar tràgicament, tant per elles com per al país.
Tradicionalment, el tron egipci estava destinat a un home. El paper de la dona no era, en cap cas, ocupar el poder absolut, sinó ser la guardiana i protectora del seu país i del seu marit. Les reines egípcies tenien un prodigiós poder a l'ombra del seu espòs i també en nombroses cerimònies. I no sols això: l'home no podria pujar mai al tron si no es casava abans amb una dona de sang reial. Així, no són estranys els casaments entre germans o els aparents canvis dinàstics quan al difunt li succeïa un gendre.
Per tant, la dona era la garant de la legitimitat i la successió del faraó i, a més, era la principal responsable de la seguretat d'Egipte en el seu paper de dea Isis. No obstant això, la religió era clara: igual que mai podria existir un Isis masculí, tampoc podria existir un Horus femení. Cadascun dels sexes tenia una funció específica i el bon funcionament del país depenia d'aquesta harmonia.
Llavors, per què van arribar a existir reines faraones? La resposta és senzilla. En tots els casos coneguts i en diversos dels que va poder existir aquesta situació, no hi havia un clar successor del difunt rei: o bé aquest no tenia cap fill home, o no complia determinats requisits, o aquest era qüestionat pel seu origen bastard. Davant la falta també de princeses amb qui casar qualsevol candidat al tron, no li quedava més remei a la vídua que ascendir al tron i governar en solitari. Això es faria per diverses causes: per l'ambició personal de la reina, per la inexistència de candidats adequats o per un perill que només s'evitaria d'aquesta forma.
Malauradament, gairebé la totalitat de les reines faraones poc o res van poder fer pel seu país. Excepte una d'elles, totes van ser efímeres i van tenir el dubtós honor de tancar la seva dinastia i obrir una etapa caòtica en la qual familiars llunyans de la casa reial es disputarien el dret al tron. Cap d'aquestes prodigioses dones podia casar-se de nou i la seva pujada al tron era generalment a causa d'una emergència i estava destinada a posposar la inevitable crisi d'estat. Per tant, és completament fal·laç i incert culpar de la decadència del país l'arribada d'una reina faraona.

### Reines faraones conegudes
- Neferusobek: va regnar durant uns quatre anys (potser alguns més), 1777-1773 aC. És l'última governant de la dinastia XII, i no en sabem gairebé res a excepció del nom de coronació, Sobekkara-Neferusobek. Era filla d'Amenemhat III, l'últim gran rei de la seva dinastia, i germana d'Amenemhat IV. Es creu que ambdós germans no eren matrimoni, i que fins i tot va arribar a existir rivalitat entre ells, que es resoldria a la mort de l'home i amb l'ascens al tron de Neferusobek. Aquesta prendria apel·latius masculins i governaria fins a la seva desaparició, que coincideix amb la fi del pròsper Imperi mitjà. Malgrat la inestabilitat del país, la successió de Neferusobek va ser pacífica, potser gràcies a la mateixa faraona, i es creu que els primers reis de la dinastia XIII eren descendents del difunt Amenemhat IV.[6][7]

- Hatxepsut: És la reina faraona més coneguda i més atractiva des del punt de vista històric. Era filla de Thutmose I i esposa de Thutmose II, i estava posseïda de gran ambició i innegable capacitat de governar. En un gest sense precedents va desplaçar el fill de Thutmose II i d'una concubina, el nen Thutmose III, argumentant la seva curta edat, el seu dubtós llinatge reial i que ella mateixa era la triada pel déu Ammó, del qual es va declarar primogènita. El seu mateix pare, Thutmose I, es diu que va redactar un escrit, segons apareix en algunes fonts, en què la dotava de preferència com a successora, en detriment del seu germà. Aquesta increïble dona, que va regnar com a Maatkara-Hatsepsut de 1479 a 1457 aC, en temps de la dinastia XVIII, pensava crear una dinastia femenina, però les seves esperances es van esvair després de la mort sobtada de la seva filla, Neferura, i de la majoria dels seus suports, Hapuseneb i el seu arquitecte Senemut, el seu suposat amant; les seves morts, molt probablement van ser maquinades per Thutmose III. Va governar un total de 22 anys fins que va morir. La seva successió també va ser pacífica, i Thutmose III (que es va encarregar d'esborrar la seva memòria amb un odi visceral) va acabar per ser un dels més grans faraons egipcis.[8]

- Tausert: la cinquena i última reina faraona segons els autors clàssics. Tot i no ser filla de faraons, va tractar d'emular Hatsepsut en morir el seu marit, Sethy II, i encarregar-se de la regència de l'infant Siptah. Com aquest va morir primerencament, Tausert va pujar al tron i va governar per espai de dos anys, de 1188-1186, sota el nom de Sitra-Tausert, fins que va ser enderrocada per Sethnajt, fundador de la dinastia XX. Al contrari que Hatsepsut, Tausert va viure en temps difícils, assetjada per la pressió del clergat i de l'estament militar i qüestionada pel poble pla. A això s'afegeix la fantasmal figura d'un sirià que es creu que va sembrar el caos aliat amb la mateixa Tausert. Poc se sap amb certesa de la dona que va tancar la dinastia XIX, la de Ramsés II, ja que la seva memòria també va ser perseguida.[9]

### Reines faraones probables
- Nitocris: Cronològicament, ben va poder ser la primera reina faraona. Apareix en alguna llista reial catalogada com a tal i també l'esmenten els escriptors grecs i romans, així com Manetó. L'única cosa que ens impedeix encara incloure-la en la llista anterior és que no tenim proves històriques del seu regnat, que se suposa d'uns dos anys: 2183-2181 aC, tancant la dinastia VI. La seva història ha quedat molt alterada: l'han convertit en una heroïna de llegenda que es venjaria de la mort del seu marit, Merenre II, assassinant els conspiradors i suïcidant-se. Una altra variant de la història afirma que va erigir la piràmide de Gizeh atribuïda a Micerí. Encara que sabem que això és fals, és molt probable que Nitocris fos un personatge històric que va tancar el gloriós Imperi antic i va deixar oberta la crisi del primer període intermedi.[10]

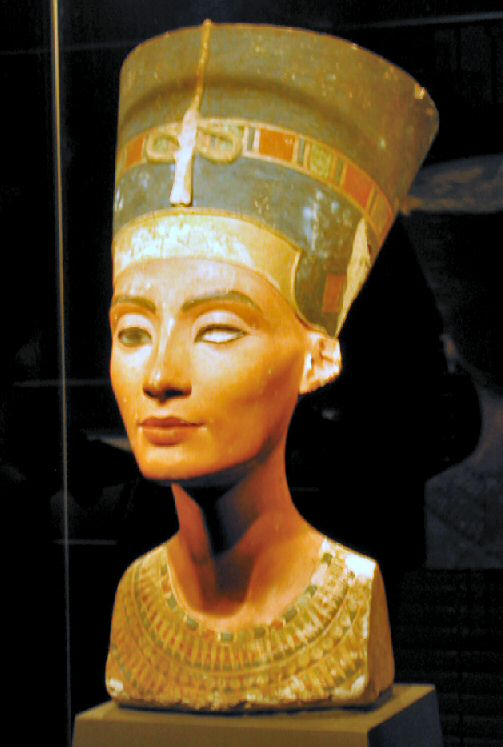
Nefertiti: possiblement regnés un breu període en solitari, convertida en Semenejkara

- Nefertiti: cada vegada són més els experts que creuen en la possibilitat que la bella gran esposa reial d'Akenató es convertís en la seva corregent durant l'any 12è (cap a 1340 aC) sota el nom d'Anjetjeperura-Neferneferuató i que, després d'una lenta metamorfosi, passés a ser coneguda com a Semenejkara, el fantasmal successor d'Akenató que, per tant, no seria un home. Ha donat peu a aquesta interessant teoria saber que Nefertiti no va morir ni va caure en desgràcia com en un principi es va pensar (la dama que va patir això seria una altra esposa d'Akenató, de nom Kiya), i algunes restes arqueològiques en què Nefertiti apareix amb atributs propis de faraona. Si hagués estat realment Semenejkara, Nefertiti es mantindria en el tron en solitari uns pocs mesos, fins a ser succeïda pel seu gendre, el nen Tutanjaton. Hi ha qui pensa que Nefertiti va ser apartada del poder i potser assassinada no sols per la seva filiació amb Akenató, sinó per una suposada traïció en sol·licitar un espòs a l'emperador hitita. També la seva memòria va ser perseguida.[11]

### Altres possibles reines faraones
- Meritneith: si hagués governat en solitari, hauria estat la primera, ja que va viure a principis de la dinastia I, sobre l'any 3000 aC. Flinders Petrie va creure que era un faraó masculí, de nom Merneith, però l'absència del nom d'Horus, propi dels monarques, i noves troballes, van demostrar que era una dona i que va ser enterrada amb honors reials fins llavors insòlits. Pel que sembla Meritneith va ser regent del seu fill, Horus Den, durant la minoria d'edat. Després d'aconseguir la maduresa necessària, cediria el testimoni sense problemes i aquest la recompensaria amb la immensa tomba erigida a Abidos. La incògnita és si aquesta reina regent va arribar a ocupar els títols propis d'una faraona o es va limitar a assessorar el seu fill.[12]

- Khentkaus I: un dels personatges més enigmàtics de l'Imperi antic; va viure a cavall entre les dinasties IV i V, cap als anys 2510-2470 aC. Va sembrar el desconcert en la comunitat egiptològica en aparèixer representacions seves portant l'uraeus i la barba postissa, típiques dels faraons, i sent anomenada Khentkaus, rei de l'Alt i Baix Egipte, i mare del rei de l'Alt i Baix Egipte. Segons alguns experts això no és més que una mala interpretació i que realment vol dir Khentkaus, mare del rei de l'Alt i Baix Egipte i mare del rei de l'Alt i Baix Egipte, indicant que dos fills seus van arribar a ser faraons. Es creu que va poder ser esposa d'Userkaf i membre de la dinastia IV, que enllaçaria amb la següent. Potser va poder ser Dyedefptah. No obstant això, fins ara no es pot assegurar categòricament res en tan complexa situació.[13]

- Khentkaus II: si amb la primera Khentkaus hi ha enormes problemes i persistents discussions quant a determinar si va arribar a ser coronada faraona de ple dret, no es queda curta la segona dona amb aquest nom. Khentkaus II també va pertànyer a la dinastia V, fou l'esposa del tercer rei, Neferirkara. El seu cas és idèntic al de Khentkaus I i, segons uns indicaria que va ser faraona i mare d'un rei, segons uns altres només mare de dos reis. Sigui com sigui, hi ha diverses representacions de Khentkaus II també tocada amb l'uraeus i la barba faraònica, i amb Khentkaus I és l'única dona a aparèixer amb aquests atributs fins a l'arribada d'Hatsepsut, mil anys després. L'enigma d'aquestes dones està encara per resoldre.[14]

### Reines ptolemaiques
No podem equiparar les reines faraones amb les últimes reines d'Egipte, que van governar durant la dinastia ptolemaica (305 - 30 aC). Encara que van gaudir de moltes prerrogatives reials, no eren autèntiques governants independents, ni la seva situació tenia res a veure amb la de les dones abans esmentades.
Totes elles eren filles, esposes i germanes dels ptolemeus, i com ells, d'origen hel·lènic, que acceptaven els costums egipcis encara que seguien comportant-se com gregues. En casar-se amb els seus germans no sols els legitimaven sinó que s'asseien al seu costat i mereixien ser tractades com a iguals, tot i que les seves funcions rituals i polítiques estaven molt minvades respecte a les de les reines de les dinasties anteriors. En la majoria dels casos, aquestes reines es van dedicar exclusivament a ordir perilloses intrigues palatines o conjures i van ser molt poques les que van finir de mort natural. Aquestes dones dugueren els noms de Berenice, Arsinoe i Cleòpatra.
De les reines ptolemaiques, van ser molt poques les que van governar en solitari, i sempre va ser sobre un tron oscil·lant, sense ser acceptades per la majoria de la població i en períodes molt curts de temps. Aquestes reines van ser Cleòpatra II, Berenice III i Berenice IV. Fins i tot la llegendària Cleòpatra VII va governar sempre acompanyada: els seus germans esposos i el seu petit fill van ser els reis nominals d'Egipte, tot i no exercir cap paper polític.